# Воробьёво (Междуреченский район)
Воробьево — деревня в Междуреченском районе Вологодской области. Входит в состав Туровецкого сельского поселения, с точки зрения административно-территориального деления — в Туровецкий сельсовет.

## География
Находится в 89 км к востоку от Вологды на правом берегу реки Сухона, при впадении в неё реки Векшеньга. Расстояние по автодороге до районного центра Шуйского — 33 км, до центра муниципального образования Туровца — 42 км. Ближайшие населённые пункты — Волташ, Дороватка, Нижний Починок.

## Население
По данным переписи в 2002 году постоянного населения в деревне не было.

## История
Погост Векшеньга упомянут в 1137 году в уставе новгородского князя Святослава Ольговича. В «Родословии Вологодской деревни» указано, что данный настеленный пункт называется деревня Воробьево в XVI веке. В документах XVI - XVII века она также именуется «деревня Векшеньга, а Воробьево тож». В переписных книгах 70–80 годах XVII века отмечен «Векшен[г]ский улусец» Векшеньгской волости Тотемского уезда.